# Sòtades d'Atenes
Sòtades d'Atenes (en llatí Sōtădes, en grec antic Σωτάδης) fou un poeta còmic atenenc de la comèdia mitjana, segons diu Suides. Ateneu de Naucratis expressament el distingeix de Sòtades de Maronea, però Suides i Eudòxia Macrembolitissa el confonen amb l'altre Sòtades.
De les seves obres són coneguts els següents títols citats per Ateneu:
- Ἐγκλειόμεναι o Ἐγκλείομενοι (Enkleiómenai o Enkleíomenoi "presoners o presoneres")
- Παραλυτρούμενος (Paralytroúmenos).[1]